# ۱۰۹۵ (خورشیدی)
۱۰۹۵ هزار و نود و پنجمین سال هجری خورشیدی است.